# Transversal de Chacim
A Transversal de Chacim foi um projecto abandonado para ligar Macedo de Cavaleiros, na Linha do Tua, a Mogadouro, na Linha do Sabor, em Portugal.

## História
O Decreto n.º 18:190, de 28 de Março de 1930, reorganizou a rede ferroviária, e estabeleceu as bases para os projectos de novas linhas; um dos caminhos de ferro classificados foi a Transversal de Chacim, de Macedo de Cavaleiros ao Mogadouro, passando por Chacim. Esta linha seria uma das várias do planeado sistema transversal de Trás-os-Montes, que ligaria as quatro linhas transmontanas (Tâmega, Corgo, Tua e Sabor) entre si e com o Porto de Leixões.